# Ian Redpath
Ian Ritchie Redpath (* 11. Mai 1941 in Geelong, Australien; † 1. Dezember 2024 in Australien) war ein australischer Cricketspieler, der zwischen 1964 und 1976 für die australische Nationalmannschaft spielte.

## Aktive Karriere
Redpath gab sein First-Class-Debüt für Victoria in der Saison 1961/62. Sein Test-Debüt erfolgte im Januar 1964 gegen Südafrika, wobei er ein Fifty über 97 Runs erreichte. Er lehnte zunächst ab als Profi zu spielen, um weiter seine Karriere als Amateur-Australian Footballer zu verfolgen. Er wurde für die Tour in England in der folgenden Saison nominiert und erzielte dort ein weiteres Fifty über 58* Runs. Bei der Tour in Südafrika im Dezember 1966 gelangen ihm im zweiten Test zwei Fifties (54 und 69* Runs), womit er den Sieg sicherstellte. Im folgenden Spiel gelang ihm ein weiteres Half-Century über 80 Runs. Ein Jahr später erzielte er gegen Indien ein weiteres Fifty über 79 Runs. In der folgenden Saison 1968 konnte er in England drei Fifties (53, 92 und 67 Runs) beisteuern. Im dritten Test gegen die West Indies erreichte er 80 Runs im Januar 1969. Im fünften Test der Serie gelang ihm dann sein erstes Century über 132 Runs aus 277 Bällen.
In der Test-Serie in Indien in der Saison 1969/70 konnte er abermals drei Fifties (77, 70 und 63 Runs) beisteuern. Dem folgte eine Tour in Südafrika, wo er erneut drei Fifties (74*, 66 und 55 Runs) erzielte. Bei der Ashes Tour 1970/71 konnte er im zweiten Test sein nächstes Century über 171 Runs aus 372 Bällen erreichen, womit er das Remis einleitete. In der Folge steuerte er dann drei weitere Fifties (64, 72 und 59 Runs) in den verbliebenen Spielen der Tour bei. Auch gab er bei der Tour sein ODI-Debüt, als er im ersten internationalen Eintages-Spiel überhaupt spielte. In der Saison 1972/73 erzielte er gegen Pakistan im zweiten Test ein weiteres Century über 135 Runs aus 204 Bällen, bevor ihm im abschließenden Spiel ein weiteres Fifty (79 Runs) gelang. In der folgenden Test-Serie in den West Indies steuerte er drei Fifties (60, 66 und 57* Runs) bei. Ein Jahr später reiste er mit dem Team nach Neuseeland. Hier erzielte er im ersten Test 93 Runs, bevor ihm im zweiten Spiel zwei Fifties (71 und 58 Runs) gelangen. Im abschließenden Test konnte er dann mit einem Century über 159* Runs aus 310 Bällen den Serien-Sieg sicherstellen.
Bei der Ashes Tour 1974/75 erzielte er ein Fifty (55 Runs) im dritten Test. Im vierten Spiel formte er im zweiten Innings eine Partnerschaft mit Greg Chappell und erzielte ein Century über 105 Runs aus 239 Bällen, womit er den Sieg einleitete. Im Rest der Serie konnte er dann zwei weitere Fifties (52 und 83 Runs) erreichen. Seine letzte Tour absolvierte er in der Saison 1975/76 in den West Indies. Im dritten Test erreichte er ein Century über 102 Runs aus 258 Bällen. Im fünften konnte er ein Weiteres über 103 Runs aus 175 Bällen erreichen. Im sechsten Spiel erzielte er nach einem Century über 101 Runs aus 230 Runs ein weiteres Fifty über 70 Runs im zweiten Innings. Dafür wurde er als Spieler des Spiels ausgezeichnet und erklärte nach dem Spiel seinen Rücktritt vom First-Class-Cricket. Trotz seiner Fitness zog er sich zurück, um Vollzeit als Antiquitätenhändler zu arbeiten. Ein Jahr später wurde er dann noch einmal von World Series Cricket verpflichtet, wofür er zwei Jahre spielte. In der ersten dieser Saisons war er auf Grund von einer Verletzung nicht spielfähig.

## Nach der aktiven Karriere
Im Jahr 1975 erhielt er einen MBE. Später war er als Unternehmer tätig sowie als Coach für Victoria. Im Jahr 2023 wurde er in die australische Cricket Hall of Fame aufgenommen. Er starb am 1. Dezember 2024 im Alter von 83 Jahren in Victoria.